# Tore Cervin
Tore Cervin (* 2. August 1950 in Malmö) ist ein ehemaliger schwedischer Fußballspieler. Der Stürmer, der zweimal mit Malmö FF den schwedischen Landesmeistertitel gewann, lief viermal für die schwedische Nationalmannschaft auf. Der Europapokalfinalist von 1979 arbeitet mittlerweile als Jugendtrainer.

## Werdegang
Cervin begann mit dem Fußballspielen im Verein erst als Zwanzigjähriger, als er von Freunden ins Training des siebtklassig antretenden Malmöer Klubs BK Lydia mitgenommen wurde. Nachdem er in einem Spiel für die zweite Mannschaft sechs Tore erzielt hatte, wurde er in die erste Mannschaft übernommen. Auch dort glänzte er als regelmäßiger Torschütze, so dass der Erstligist Malmö FF auf ihn aufmerksam wurde.
1972 wechselte Cervin zu MFF in die Allsvenskan. Bei seinem Erstligadebüt gegen den Stockholmer Klub Djurgårdens IF schoss er das spielentscheidende Tor. Nachdem der englische Trainer Bob Houghton die Leitung der Mannschaft übernommen hatte, kehrte der Klub in die Spitzengruppe der Liga zurück. 1974 und 1975 gewann Cervin mit Malmö FF zweimal in Folge den Meistertitel. Darüber hinaus platzierte er sich in der Spielzeit 1975 mit 20 Saisontoren als bester vereinsinterner Torschütze auf dem zweiten Platz der Torschützenliste hinter Jan Mattsson von Östers IF. Folglich berief Nationaltrainer Georg Ericson ihn in die Nationalmannschaft. Beim 0:0-Unentschieden gegen Dänemark am 25. September 1975 debütierte er im schwedischen Nationaljersey, konnte sich aber in der Folge nicht gegen die Stammkräfte im Sturm Thomas Sjöberg und Ralf Edström durchsetzen.
Nach der Vizemeisterschaft im folgenden Jahr platzierte sich Malmö FF in der Spielzeit 1977 erneut an der Tabellenspitze der Allsvenskan. Da Cervin nicht zu den elf Spielern mit den meisten Saisoneinsätzen zählte, verpasste er die Auszeichnung als Landesmeister. Der wohl größte Erfolg seiner Karriere gelang im Europapokal der Landesmeister 1978/79, als die Mannschaft um Spieler wie Roland Andersson, Staffan Tapper, Robert Prytz, Ingemar Erlandsson und Jan-Olov Kinnvall nach Siegen über AS Monaco, Dynamo Kiew, Wisła Krakau und FK Austria Wien ins Endspiel um den Landesmeisterpokal einzog. Vor 57.000 Zuschauern im Olympiastadion München unterlag die Mannschaft dem englischen Vertreter Nottingham Forest durch ein Tor von Trevor Francis mit 0:1.
Am Ende der Spielzeit 1980 verließ Cervin nach 258 Spielen Malmö FF und wechselte in die North American Soccer League. An der Seite von Spielern wie José Velásquez, Bruce Wilson und Jomo Sono lief er eine Spielzeit für Toronto Blizzard auf.  Anschließend kehrte er als Spielertrainer für Limhamns IF nach Schweden zurück. 1984 kehrte er bei Helsingborgs IF in den höherklassigen Fußball zurück, in den zwei Spielzeiten kam er jedoch verletzungsbedingt nur unregelmäßig zum Einsatz und beendete anschließend seine aktive Laufbahn.
Später kehrte Cervin als Jugendtrainer zu seinem alten Klub Malmö FF zurück. Mit der zusammen mit Anders Palmér betreuten U-16-Mannschaft des Klubs gewann er 2007 den schwedischen Meistertitel. Ein Jahr später zog die Mannschaft abermals ins Endspiel ein, verlor jedoch gegen den Nachwuchs von IFK Norrköping.